# RAD Data Communications
RAD Data Communications desenvolupa, fabrica i comercialitza solucions de telecomunicacions i accés a la xarxa. Ofereix productes carrier Ethernet, com ara Ethernet sobre TDM, Ethernet sobre fibra, Ethernet sobre DSL i solucions de plataforma d'agregació de serveis Ethernet; i accés multiservei i solucions primera milla, que inclouen nodes d'accés multiservei, multiplexors de fibra, multiplexors i ADM SDH SONET i mòdems DSL, així com connexions creuades, NTU, TDM i multiplexors multiservei de subtaxa. La companyia també ofereix productes pseudocable TDM, com portes d'enllaç, centrals i SFP, convertidors, i solucions de connectivitat, inclosos convertidors TDM, convertidors en miniatura, i commutadors de paquets.